# هانس کورنبرگ
هانس کورنبرگ (انگلیسی: Hans Kornberg؛ زاده ۱۴ ژانویهٔ ۱۹۲۸ - درگذشته ۱۶ دسامبر ۲۰۱۹) یک زیست‌شیمی‌دان اهل انگلستان است.